# Ängebo en Ståläng
Ängebo en Ståläng (Zweeds: Ängebo och Ståläng) is een småort in de gemeente Hudiksvall in het landschap Hälsingland en de provincie Gävleborgs län in Zweden. Het småort heeft 60 inwoners (2005) en een oppervlakte van 24 hectare. Eigenlijk bestaat het småort uit twee plaatsen: Ängebo en Ståläng.